# 干露露
干露露（1985年11月1日—），是一位出生於中國河南信阳商城的演員及模特兒。 她以其裸露風格聞名並因此被稱作「裸体模特」。

## 主要作品

### 电视剧
- 2007年《所谓婚姻》
- 2008年《母仪天下》
- 2010年《小城故事多》 饰 史菲菲
- 2011年《一起走过的日子》 饰 张芳
- 2011年《缘分》 饰 董情

### 电影
- 2009年 《恋爱吧》
- 2009年 《幸福路口》
- 2009年 《莫娜夏天》 饰 莫娜
- 2009年 《魔幻风云》 饰 宝琴
- 2009年 《幸运号码》 饰 可苗苗
- 2009年 《房不剩防》 饰 老婆
- 2010年 《未完待续》
- 2010年 《唐山大地震》饰 王老师
- 2010年 《形影不离》饰 女秘书
- 2010年 《夜芭蕾》饰 孙晓楠
- 2010年 《望天树》
- 2010年 《枪与玫瑰》饰 秘书
- 2011年 《囧探佳人》饰 小老婆
- 2011年 《晚安北京》饰 小敏
- 2011年 《我要拍电影》饰 潘金莲

### 杂志摄影
- 2007年《男人装》
- 2011年2月《新京报》人体彩绘
- 2011年9月《车间杂志》全裸艺术照

### 音樂影片
- 2012年11月《爱你》

### 車展模特
- 2011年12月3日 广西南宁中国—东盟国际汽车展览会 [4]
- 2012年4月24日 北京国际汽车展览会第二个媒体日 [5]
- 2012年4月30日 广东东莞南方汽车展览会第二个媒体日 [6]

## 事件

### 浴室征婚门
2011年2月初，干露露的母親雷炳侠為她拍攝了一段视频並放到互聯网上征婚，這段名为《母亲冲进澡堂给女儿拍视频征婚》的短视频在網絡立即引起廣大反响。最初，干露露正在浴室洗澡，并唤母亲帮忙搓背，而正在拍视频的母親則直接提著摄像机应声进去了（事后有打马赛克）；因此，該事件又被大眾媒体称为“浴室征婚门”。 据悉 ，发布视频的网友“非我非非我”是一位网络推手，此前曾经炒红过西单女孩。
後來，她的父親在接受河南电视台《事后诸葛晾》访谈時怒斥母女二人；他在节目现场指着妻子说：“你太过分了。你要对我负责，更要对子女负责，你这是干什么?”；后又在回到座位冲著干露露大聲說道 “你给我解释清楚”，并表示“我不知道她发了这个视频，我50多岁的人，家里也没有电脑”。

### 《棒棒棒》粗口事件
2012年11月24日，干露露與母親及妹妹接受江蘇電視台教育頻道综艺节目《棒棒棒》邀请入鏡；她們在节目录制现场与观众互动问答环节以脏话对观众及采访媒体谩骂。节目视频上传至互聯网後，多家媒体對此發出严厉譴責，江蘇電視台教育頻道也因此遭停播整顿；廣電總局于11月28日晚間发布“停播《棒棒棒》，严禁醜聞劣迹者发声出镜”的公告，自此《棒棒棒》节目相关视频在中国内地互聯网被审查屏蔽。

## 相关人物
- 兽兽

## 外部連結
- 干露露的新浪微博
- 干露露的新浪博客
- 干露露在香港影庫上的簡介
- 干露露在豆瓣上的资料（简体中文）
- 干露露在时光网上的簡介（简体中文）